# Battaglia di Valibona
La battaglia di Valibona si svolse il 3 gennaio 1944, combattuta tra una formazione partigiana ("Lupi neri") da una parte e dall'altra reparti della RSI di Prato, la milizia volontaria Ettore Muti, i fascisti ed i carabinieri dei Comuni limitrofi.
Valibona è una piccola borgata del comune di Calenzano, posta alle pendici del Monte Maggiore. È raggiungibile solo attraverso sentieri non asfaltati e piuttosto disagevoli e le sue case sono state abbandonate fin dal secondo dopoguerra.

## Componenti della Formazione d'Assalto Garibaldi "Lupi Neri"
La Formazione d'Assalto Garibaldi  "Lupi Neri" era una delle prime formazioni partigiane organizzate dal Partito comunista nella provincia di Firenze, con base a Monte Morello fin dalle prime settimane del settembre 1943. Comandata da Lanciotto Ballerini e dal commissario politico Ferdinando Puzzoli, era composta da antifascisti locali, militari italiani ed ex prigionieri stranieri (inglesi, sovietici, jugoslavi). Al momento della battaglia, la formazione partigiana era composta da 17 uomini:
- Lanciotto Ballerini, da Campi Bisenzio
- Loreno Barinci, da Sesto Fiorentino
- Tommaso Bertovich, da Belgrado, ex prigioniero jugoslavo fuggito dal carcere dopo l'8 settembre 1943
- Corrado Conti, da Sesto Fiorentino
- Benito Guzzon, da San Bellino
- Stuart Hood, capitano scozzese, fuggito da un campo di prigionia al momento dell'armistizio
- Matteo Mazzonello, da Trapani
- Mirko, soldato ucraino fuggito anche lui dalla prigionia
- Mario Ori, da Firenze
- Ciro Pelliccia, da Afragola
- Antonio Petrovich, da Ogulin (Croazia)
- Ferdinando Puzzoli, da Campi Bisenzio
- Danilo Ruzzante, da Anguillara Veneta
- Guglielmo Tesi, da Campi Bisenzio
- Vandalo Valoriani, da Sesto Fiorentino
- Luigi Giuseppe Ventroni, da Oristano
- Vladimiro, da Mosca, ex prigioniero russo

Per ordine del C.T.L.N, altri 23 componenti della formazione partigiana si erano spostati per consegnare del tritolo ricavato da azioni di guerriglia; con loro vi era Ted, capitano dello Stato Maggiore inglese. Rientrarono a Campi Bisenzio, durante le festività natalizie, Renzo Ballerini, fratello di Lanciotto, Primo Verniani, vice comandante, Alberto Querci, Alberto Panerai e Corrado Bernardi, per riunirsi alle famiglie. Anche Fernando Buccelli e Giuseppe Galeotti, di Sesto Fiorentino, non furono presenti alla battaglia, in quanto erano scesi nella cittadina natale per cercare materiale e ricevere informazioni dal Comitato di Liberazione.

## Antefatto
In quei giorni, la formazione partigiana comandata da Lanciotto Ballerini era impegnata in uno spostamento strategico verso i Faggi di Javello per coordinarsi con due squadre partigiane della Val di Bisenzio e di Prato e per tenere collegamenti con i gruppi partigiani presenti nelle montagne dell'Appennino Pistoiese. Negli ultimi giorni del 1943 una parte dei suoi uomini era stata protagonista di una piccola scaramuccia con alcuni militi fascisti collaborazionisti della Todt in località Cornocchio, in seguito alla quale le autorità repubblichine pratesi decisero una spedizione punitiva in forze (150/200 uomini).
La mattina del 3 gennaio 1944 i fascisti, che erano riusciti dopo vane ricerche a trovare una guida (un guardiacaccia di una fattoria di Vaiano), attaccarono di sorpresa i partigiani rifugiati in un fienile. Lanciotto Ballerini si rese subito conto che l'unica soluzione possibile era rompere l'accerchiamento e tentare una manovra di sganciamento con una sortita e diede l'ordine di attacco.

## La battaglia
La battaglia, che vide una grande dimostrazione di valore da parte dei partigiani, durò tre ore e raggiunse il suo scopo, dato che una larga parte del gruppo riuscì a sfuggire all'assedio ed a infliggere serie perdite al nemico.
Nelle file partigiane si contarono tre morti: Lanciotto Ballerini, morto nell'aprire la strada ai compagni, Luigi Giuseppe Ventroni, morto carbonizzato nel fienile a cui era stato dato fuoco, e Vladimiro, catturato e ucciso con un colpo alla testa. Furono fatti prigionieri Benito Guzzon, Tommaso Bertovich, Corrado Conti, Mario Ori e Loreno Barinci, che furono oggetto di sevizie particolarmente efferate.
Dall'altra parte si contarono otto morti, tra cui il capo della spedizione Duilio Sanesi e Alfredo Pierantozzi, maresciallo dei carabinieri di Calenzano (quasi sicuramente ucciso dai fascisti) e circa 12 feriti. I morti tra i repubblichini: Pietro Incalza (classe 1917) tenente GNR CP.FI-637°; Giacomo Emilio Introvigne (classe 1929, non ancora quindicenne), milite GNR CP.FI-637°, morto il 4 gennaio 1944 all'ospedale di Prato dopo essere stato ferito durante l'azione di rastrellamento; Alfredo Pierantozzi, maresciallo maggiore GNR CP.FI-637°, ex Carabiniere di Norcia; Ugo Poli (classe 1915), sergente GNR CP.FI-637°, morto il 19 gennaio 1944 all'ospedale di Firenze-Villanova dopo essere stato ferito nell'azione di rastrellamento; Enzo Rigoni (classe 1922), milite GNR CP.FI-637°, morto il 4 gennaio 1944 all'ospedale di Prato dopo essere stato ferito nell'azione di rastrellamento; Carlo Rossi, soldato Btg. Volontari Muti Firenze; Duilio Sanesi (classe 1902), Maggiore GNR CP.FI-637°, morto il 16 gennaio all'ospedale di Prato dopo essere stato ferito nell'azione di rastrellamento; Gino Tanini (classe 1903), sergente GNR CP.FI-637° ex Carabiniere, morto il 4 gennaio all'ospedale di Prato dopo essere stato ferito nell'azione di rastrellamento.

## Il dopo battaglia
I partigiani superstiti, insieme alle altre formazioni partigiane, costituirono una brigata Garibaldi, alla quale fu dato il nome del comandante ucciso e che fu tra le protagoniste della liberazione di Firenze; Guglielmo Tesi cadde a Berceto (Pomino - Rufina) insieme ad un altro giovane partigiano, Mauro Chiti di Carmignano, in un'imboscata delle milizie SS italiane: furono uccisi con raffiche di mitra il 17 aprile 1944.
Il guardiacaccia-spia fu poi catturato in zona al momento della Liberazione e passato per le armi proprio nella zona della battaglia; nel 1946 Lanciotto Ballerini fu decorato con la Medaglia d'Oro al Valor Militare.
In seguito alla scoperta di nuovi documenti e testimonianze, si sta cercando di fare chiarezza sulla morte del maresciallo Pierantozzi, quasi sicuramente eliminato dai fascisti perché si opponeva alle rappresaglie sui contadini di Valibona, in vista di una probabile "riabilitazione" come martire del fascismo.